# Ramón Cáceres
Ramón Arturo Cáceres Vásquez (Moca, República Dominicana, 15 de desembre de 1866 - Santo Domingo, República Dominicana, 19 de novembre de 1911) "Món Càceres" va ser un polític dominicà, president i Ministre de Guerra i Marina de la República Dominicana. Els seus pares van ser Manuel Altagracia Cáceres; i la senyora Remigia Vásquez. Va contreure matrimoni amb Narcisa Ureña València.
Des de la seva joventut es va oposar a les activitats polítiques del país, fins que el seu cosí Horacio Vásquez li va participar els plans de Lilís de donar-li mort a aquest. Cáceres es va anteposar i va convèncer a Vásquez de planejar i executar la mort de Lilís, malgrat que el dictador Heureaux (Lilís) li havia donat mort a Cesáreo Guillermo, qui havia ordenat matar el seu pare Manuel Cáceres (Memé Cáceres) quan va ser candidat a la presidència. A causa d'aquest esdeveniment, Cáceres va decidir formar part del grup que va executar al dictador Ulisses Heureaux (Lilís) el 26 de juliol de 1899 en la carretera de Moca.
Després de la mort d'aquest tirà, Vásquez va establir un govern dictatorial a la ciutat de Santiago de los Caballeros, del qual Cáceres va passar a ser Ministre de Guerra i Marina. Després de la renúncia del Vicepresident de Lilís, Vásquez va convocar l'Assemblea Plenària, posant com a president de la república a Juan Isidro Jiménez. Cáceres va renunciar del seu càrrec, i després va ser nomenat en Santiago com a Delegat en el Cibao. Amb el triomf de Jiménez, Cáceres va passar a ser Governador de Santiago.
Durant el govern de Carlos Felipe Morales Languasco de 1903 a 1910, Cáceres va ser Vicepresident. El 12 de gener de 1905 després de la renúncia de Carlos F. Morales Languasco, Cáceres queda com a president del poble, i el 1905 guanya la presidència de la república. Durant el seu mandat se signa el modus vivendi de 1905 i la Convenció de 1907 amb els Estats Units. A causa que va haver-hi molts sectors que no van donar suport al seu govern, es van formar diversos complots en contra seva, i el 19 de novembre de 1911, Càceres va ser assassinat a tirs. Ell va rebre diversos trets que li van arrabassar la vida. El general Luís Tejera va ser conduït a la Fortalesa Ozama i afusellat.